# Esa Timonen
Esa Eljas Timonen, född 28 augusti 1925 i Nurmes, död 19 april 2015 i Libelits, var en finländsk politiker. Han var landshövding i Norra Karelens län 1967–1992. Han fick honorärtiteln minister år 1992.
Timonen gick med i Agrarförbundet (senare Centern). Han var ledamot av Finlands riksdag 1958–1967. Han tillträdde sedan som landshövding. Han innehade flera ministerposter, de sista gångerna opolitiska under tiden som landshövding, bland annat arbetskraftsminister 1970 och trafikminister 1971–1972 och 1975. Han efterträddes 1992 som landshövding av Hannu Tenhiälä.
Timonens memoarbok Metsän poika, Karjalan kuvernööri utkom 1996. Han skrev boken tillsammans med Tuula-Liina Varis. I Nurmes finns en väg som har namngetts efter Esa Timonen.

## Utmärkelser
- Kommendörstecknet av I klass av Finlands Lejons orden[2]
- Förtjänstmedaljen för befolkningsskyddsarbete[2]
- Kommendörstecknet av Finlands Vita Ros’ orden[2]
- Polisens förtjänstkors[2]

[Redigera Wikidata]